# Catedral de Sal
A Catedral de Sal é uma catedral construída no interior das minas de sal de Zipaquirá, na Savana de Bogotá, na Colômbia. Este santuário católico, que faz memória do Via Crucis de Jesus Cristo, é um dos mais célebres do país.
A importância da Catedral radica no seu valor como patrimônio cultural, religioso e ambiental.
A igreja subterrânea faz parte do complexo cultural "Parque do Sal", espaço cultural temático dedicado à mineração, a geologia e os recursos naturais.

## Situação

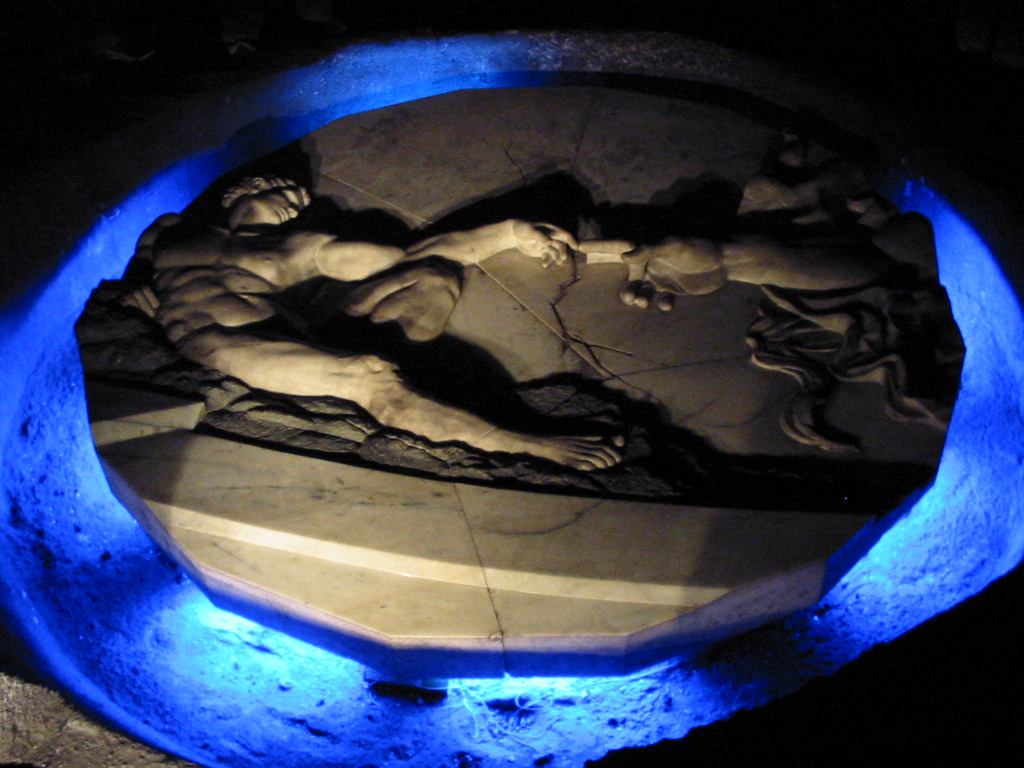
Imitação de Adão em um tablete de sal

A Catedral de Sal encontra-se na cidade de Zipaquirá, povoação do Departamento de Cundinamarca, a 49 km a norte do Distrito Capital de Bogotá e a uma altitude de 2 652 m. Por ferrovia, a Catedral dista cerca de 48 km da cidade de Bogotá; o percurso é realizado pelo Comboio Turístico da Savana. A povoação não é somente célebre pela exploração de sal, mas também por um dos achados de restos humanos mais antigos da Colômbia no sítio arqueológico de El Abra.

## O Parque do Sal

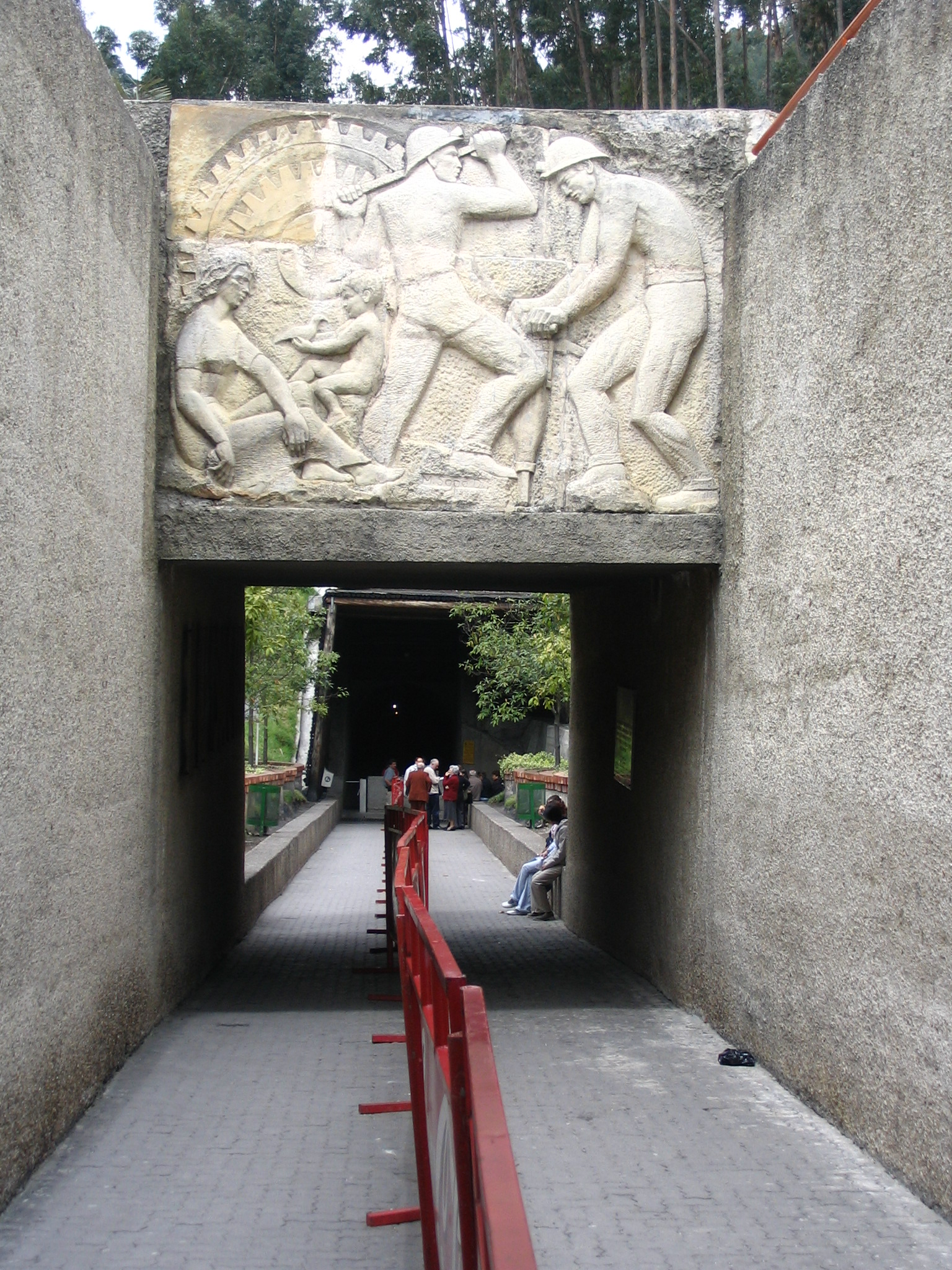
A Catedral faz parte do Parque temático. Esta é a entrada das galerias subterrâneas do Santuário, presidida por um alto-relevo que faz homenagem aos mineiros do sal, os responsáveis de fazer desta velha mina um espaço religioso e cultural.

A Catedral faz parte do complexo temático O Parque do Sal, o qual tem uma área de 32 ha e constitui uma reserva natural que contrasta com uma das atividades de exploração dos recursos que mais altera os ecossistemas: a mineração. O Parque, em união com a Catedral de Sal, é objetivo do turismo nacional e internacional e interessa em particular ao ecoturismo, ao turismo religioso e aos amadores das ciências geológicas.
Os locais mais importantes do Parque do Sal são:
- A praça em onde se encontra a cruz (de 4,20 m de altura) no qual se denomina "El Eje Sacro" ("O Eixo Sacro").
- O Domo Salino
- A Mina
- O "Museu da Salmoura", construído nos tanques já em desuso. É um dos lugares mais importantes do Parque do Sal depois da Catedral. No mesmo, o visitante adquire uma ideia pedagógica do processo da exploração da sal, os estudos geológicos e a história, construção e engenharia da Catedral de Sal.
- A barragem
- A área de florestas
- A "Catedral de Sal", igreja subterrânea em onde se encontra além do santuário religioso, o Auditório.

## As salinas de Zipaquirá

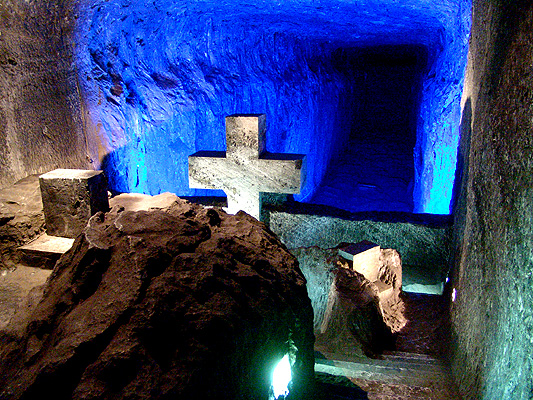
Ao longo da galeria de acesso encontram-se as estações do Via Crucis.

A antiguidade das salinas de Zipaquirá foram referenciadas por Alexander von Humboldt (1769 - 1859) na visita que este fez ao lugar em 1801.
Os estudos praticados no lugar por arqueólogos e geólogos, encontraram que a exploração das minas ocorria já desde o século V e que corresponde a uma das principais atividades econômicas e ao desenvolvimento da cultura muísca no Altiplano Cundiboyacense.

## Formação geológica

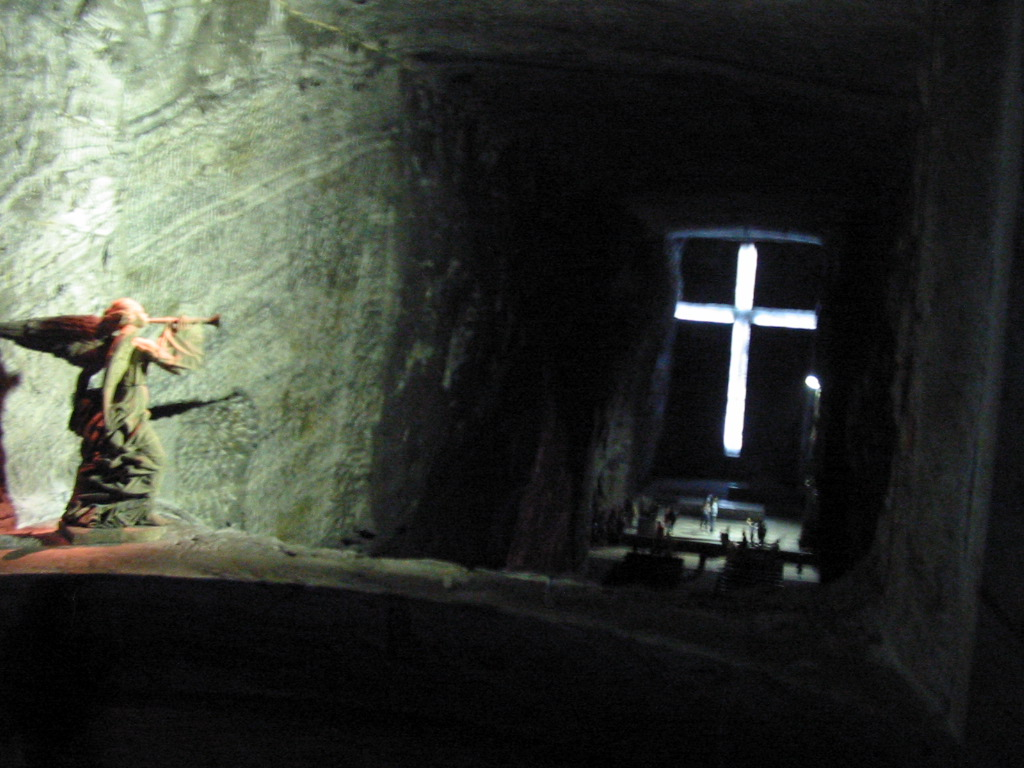
Um anjo no coro com a trompete, anuncia a ressurreição de Jesus Cristo. Ao fundo o Altar da Catedral precedido pela grande Cruz.

Os depósitos de sal das Montanhas de Zipaquirá têm uma datação de 200 milhões de anos, erguidos no Cenozoico tardio, faz 30 milhões de anos e concentrados no lugar onde hoje se encontram. Sob pressão e calor, o sal desloca-se de maneira similar aos glaciares, pelo qual se perde o rasto da estratificação e se cria uma massa homogênea de sal.
A acumulação dos depósitos de sal formaram montanhas acima do nível do altiplano, o que facilitou a escavação de túneis para a sua extração. Evidências de antigas explorações das jazidas datam de tempos prévios à chegada dos espanhóis durante o século XVI.
As minas já tinham tradição de santuário religioso dos mineiros antes da construção da Catedral em 1954, a qual foi dedicada a Nossa Senhora do Rosário, que na religiosidade católica é a Padroeira dos Mineiros.

## História da Catedral

### A catedral antiga

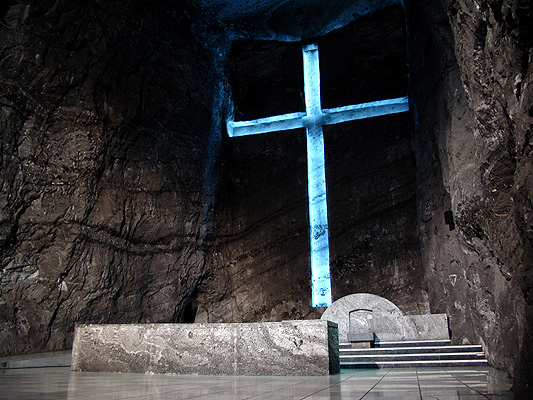
A grande Cruz ergue-se sobre o Altar da nave central.

A Catedral inicial tinha três naves grandes com colunas improvisadas dominadas por uma grande cruz iluminada. Com o passo dos anos essa primeira Catedral voltou-se insegura e foi fechada em 1990. Em dezembro de 1995 foi inaugurada a atual Catedral.
A construção da catedral antiga começou a 7 de outubro de 1950 e foi inaugurada a 15 de agosto de 1954 nas antigas galerias cavadas pelos muiscas dois séculos antes. Em 1932, Luis Ángel Arango teve a ideia de construir uma capela subterrânea levado pela devoção que os operários demonstravam antes de iniciar a sua jornada de trabalho. Estes enfeitavam os socavões com imagens religiosas dos seus santos aos que pediam bênçãos e proteção.
A mina possuía então quatro níveis de escavação, cada um de eles com um comprimento de 80 m. A Catedral Salina estava situada no segundo nível da montanha.
A Basílica tinha um comprimento de 120 m, uma superfície habitável de 5 500 m² e uma altura de 22 m. No seu interior podia albergar 8 000 pessoas.
Ao fundo da basílica localizava-se uma grande cruz de madeira, iluminada desde a sua base e que projetava sobre o teto uma sombra que simbolizava a um Cristo com os braços abertos.
Na nave direita encontravam-se o coro e as estações do Via Crucis decoradas com grandes números romanos dourados. No fundo desta nave situava-se a capela da Virgem do Rosário, em cujo altar lavrado na rocha estava a imagem da Virgem, moldada por Daniel Rodríguez Moreno. A imagem, que tem uma dimensão de 70 cm de altura, foi transladada para a nova Catedral.
A nave esquerda possuía uma gruta que simbolizava o nascimento de Jesus; este espaço conduzia ao Batistério que era representado por uma cascata, símbolo do batizo de Jesus Cristo.
A antiga Catedral foi fechada em 1990 devido à falta de segurança para os visitantes e a falhas estruturais da mesma.

### A catedral nova

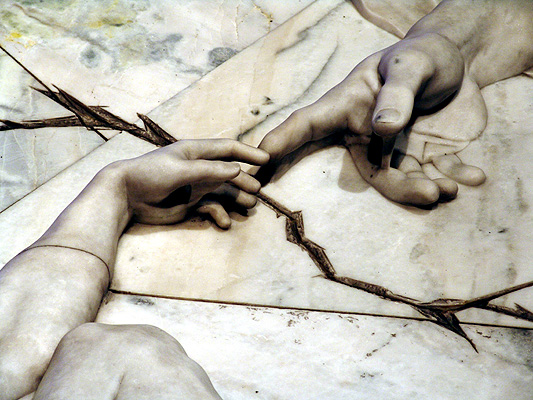
Detalhe da "Criação de Adão" do Mestre Carlos E. Rodríguez Arango (mármore). A obra faz memória do trabalho de Michelangelo na Capela Sistina.

A Catedral atual foi começada em 1991, 60 m por baixo da Catedral antiga. O "Instituto de Fomento Industrial", a "Concessão Salinas" e a "Sociedade de Arquitetos" abriram o concurso de arquitetura para a nova Catedral de Sal de Zipaquirá em substituição da antiga.
O projeto do arquiteto Roswell Garavito Pearl, que ganhou o concurso, compreendeu câmbios estruturais no túnel de ingresso, a cúpula e a sacristia. O desenho compreende as seguintes três seções principais:
- O Via Crucis: A porta de ingresso conduz ao túnel, ao longo do qual se encontram as estações do Via Crucis, que consistem em pequenos altares talhados em rocha de sal. O túnel conduz para a Cúpula.
- A Cúpula, a rampa de descida e as varandas: Chega-se então à rampa da descida principal. A seção intermédia parte desde a Cúpula, desde a qual se pode observar a cruz em baixo-relevo. Desde aí se pode descer para as varandas sobre as câmaras, o coro e as escadas do labirinto do Nártex.
- As naves da Catedral: O trecho final conduz ao centro da Catedral em onde se dividem as estruturas espaçais da mesma. Estas estruturas estão intercomunicadas por uma fenda que simboliza o nascimento e morte de Cristo. Na nave central está a cruz de 16 m, o altar-mor e o comungatório que separa o santuário da Assembleia; na profundeza da nave encontra-se "A Criação do Homem", homenagem a Michelangelo, obra talhada em mármore do escultor Carlos Enrique Rodríguez Arango. Quatro imensas colunas cilíndricas simbolizam os quatro evangelistas e estas estão atravessadas por uma fenda que simboliza a Natividade.

A nova catedral foi inaugurada em dezembro de 1995.

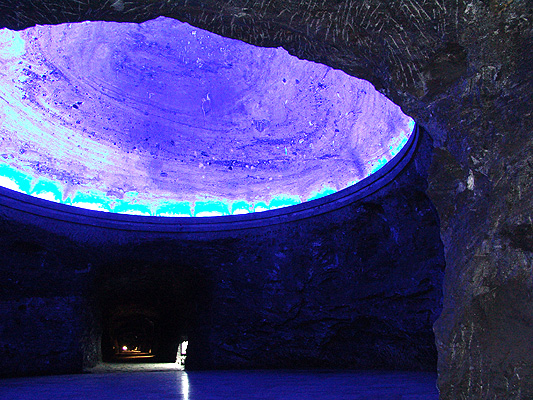
Embora subterrânea, não há Catedral sem cúpula. Após passar a Via do Via Crucis, encontra-se a cúpula da Catedral.

## Curiosidades
Em 2007 mediante um concurso para escolher as 7 Maravilhas da Colômbia; a Catedral de Sal obteve a maior votação; tornando-a na Maravilha No.1 da Colômbia, embora também foi proposta entre as Sete Maravilhas do Mundo Moderno.

### Outras construções de sal

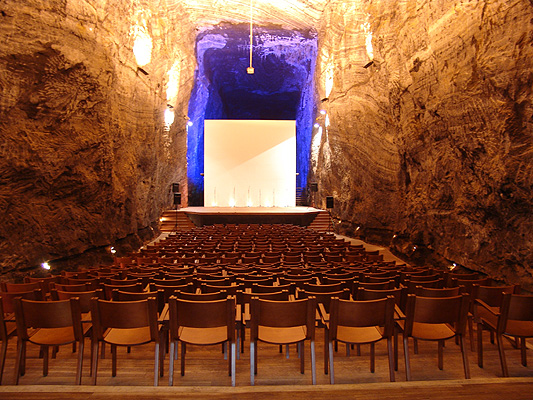
Auditório da Catedral, um espaço para reuniões sob terra com todas as comodidades de qualquer outro auditório moderno.

A Catedral de Sal de Zipaquirá, embora seja única como santuário religioso e cultural, não é a única experiência de utilização de uma mina como espaço alternativo. Outra experiência similar pode encontrar-se no Museu de obras de sal de Wieliczka, na Polônia, o maior museu de sal da Europa, construído numa mina de sal de 700 anos de antiguidade, a 15 km ao sul de Cracóvia (Polônia).